# Urville (Calvados)
Pour les articles homonymes, voir Urville.
Urville est une commune française située dans le département du Calvados en région Normandie, peuplée de 761 habitants.

## Géographie
La commune d'Urville est située sur l'axe Caen - Falaise à 24 kilomètres de Caen. Le village est voisin de Gouvix, Saint-Germain-le-Vasson, Barbery, Grainville-Langannerie.
| Gouvix  | Gouvix                  | Cauvicourt             |
| Gouvix  | Urville                 | Bretteville-le-Rabet   |
| Barbery | Saint-Germain-le-Vasson | Grainville-Langannerie |

### Hydrographie
La commune est située dans le bassin Seine-Normandie. Elle est drainée par la Laize,.
La Laize, d'une longueur de 32 km, prend sa source dans la commune de Martigny-sur-l'Ante et se jette  dans l'Orne à Laize-Clinchamps, après avoir traversé 15 communes. 

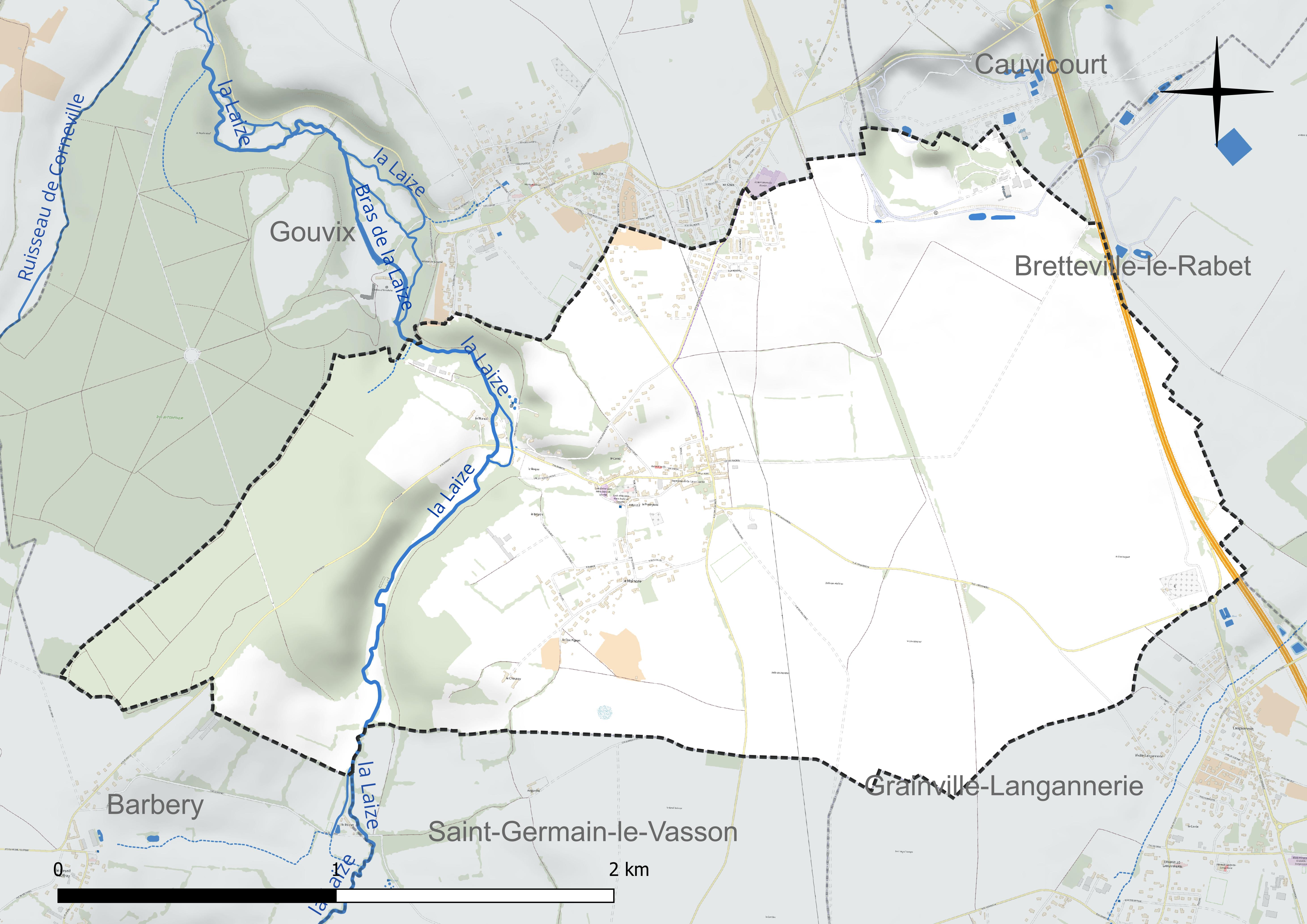
Réseau hydrographique d'Urville.

### Climat
Pour des articles plus généraux, voir Climat de la Normandie et Climat du Calvados.
En 2010, le climat de la commune est de type climat océanique altéré, selon une étude du CNRS s'appuyant sur une série de données couvrant la période 1971-2000. En 2020, Météo-France publie une typologie des climats de la France métropolitaine dans laquelle la commune est exposée à un climat océanique et est dans la région climatique Normandie (Cotentin, Orne), caractérisée par une pluviométrie relativement élevée (850 mm/a) et un été frais (15,5 °C) et venté. Parallèlement le GIEC normand, un groupe régional d’experts sur le climat, différencie quant à lui, dans une étude de 2020, trois grands types de climats pour la région Normandie, nuancés à une échelle plus fine par les facteurs géographiques locaux. La commune est, selon ce zonage, exposée à un « climat des plateaux abrités », correspondant à la plaine agricole de Caen à Falaise, sous le vent des collines de Normandie et proche de la mer, se caractérisant par une pluviométrie et des contraintes thermiques modérées.
Pour la période 1971-2000, la température annuelle moyenne est de 10,3 °C, avec une amplitude thermique annuelle de 12,4 °C. Le cumul annuel moyen de précipitations est de 754 mm, avec 12,1 jours de précipitations en janvier et 7,5 jours en juillet. Pour la période 1991-2020, la température moyenne annuelle observée sur la station météorologique la plus proche, située sur la commune de Fresney-le-Vieux à 7 km à vol d'oiseau, est de 10,8 °C et le cumul annuel moyen de précipitations est de 826,3 mm,. Pour l'avenir, les paramètres climatiques de la commune estimés pour 2050 selon différents scénarios d’émission de gaz à effet de serre sont consultables sur un site dédié publié par Météo-France en novembre 2022.

## Urbanisme

### Typologie
Au 1er janvier 2024, Urville est catégorisée bourg rural, selon la nouvelle grille communale de densité à 7 niveaux définie par l'Insee en 2022. Elle est située hors unité urbaine. Par ailleurs la commune fait partie de l'aire d'attraction de Caen, dont elle est une commune de la couronne,. Cette aire, qui regroupe 296 communes, est catégorisée dans les aires de 200 000 à moins de 700 000 habitants,.

### Occupation des sols
L'occupation des sols de la commune, telle qu'elle ressort de la base de données européenne d’occupation biophysique des sols Corine Land Cover (CLC), est marquée par l'importance des territoires agricoles (71,6 % en 2018), en diminution par rapport à 1990 (73,4 %). La répartition détaillée en 2018 est la suivante : terres arables (56,9 %), forêts (15,8 %), prairies (14,7 %), zones urbanisées (9,2 %), mines, décharges et chantiers (3,3 %). L'évolution de l’occupation des sols de la commune et de ses infrastructures peut être observée sur les différentes représentations cartographiques du territoire : la carte de Cassini (XVIIIe siècle), la carte d'état-major (1820-1866) et les cartes ou photos aériennes de l'IGN pour la période actuelle (1950 à aujourd'hui).

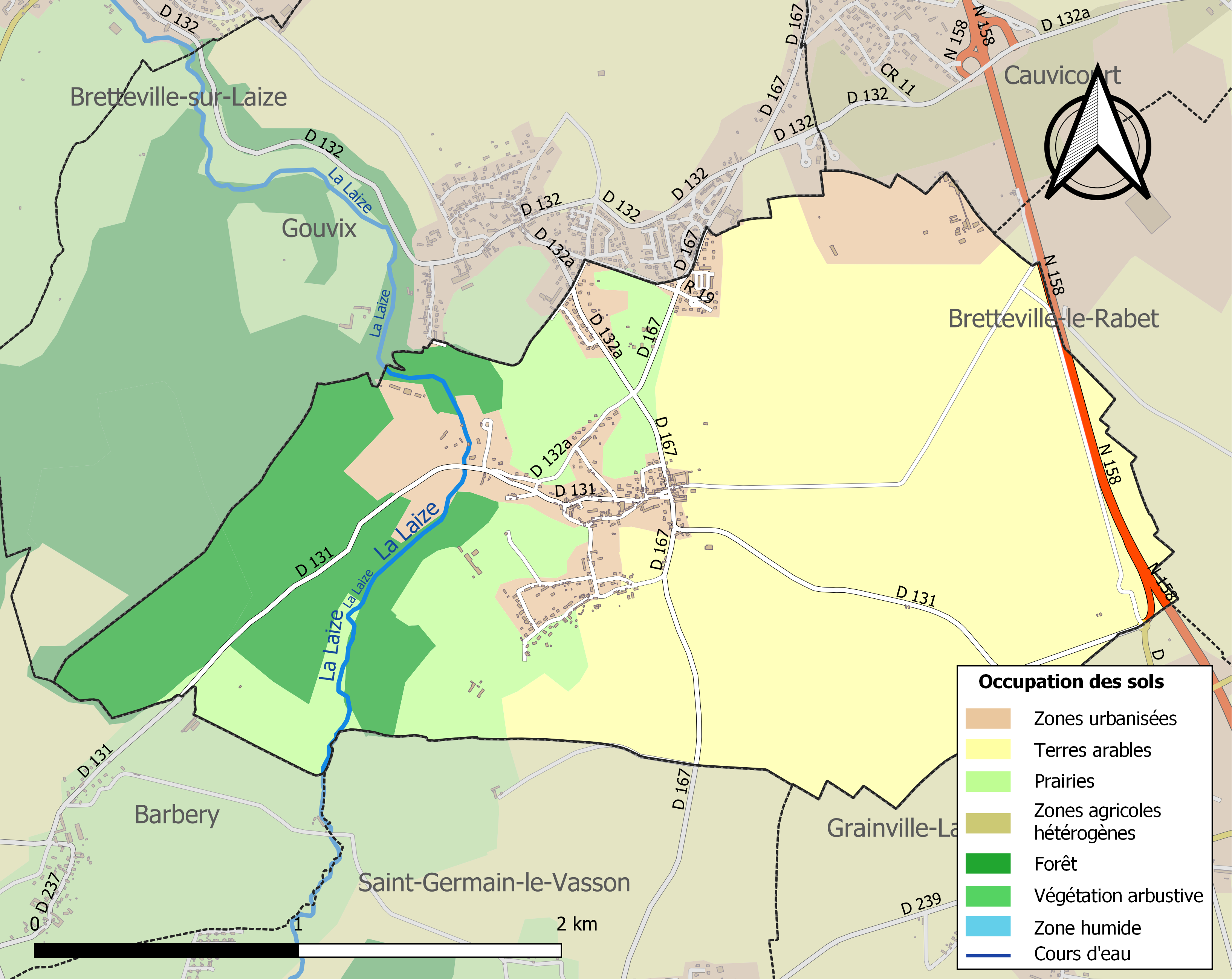
Carte des infrastructures et de l'occupation des sols de la commune en 2018 (CLC).

## Toponymie
Le nom de la localité est attesté sous les formes Urvillum en 1108, Eurvilla en 1248 et Urivilla au XIVe siècle. Le toponyme est issu de l'anthroponyme germanique Uro, et de l'ancien français vile dans son sens originel de « domaine rural » issu du latin villa rustica.
Le gentilé est Urvillais.

## Histoire

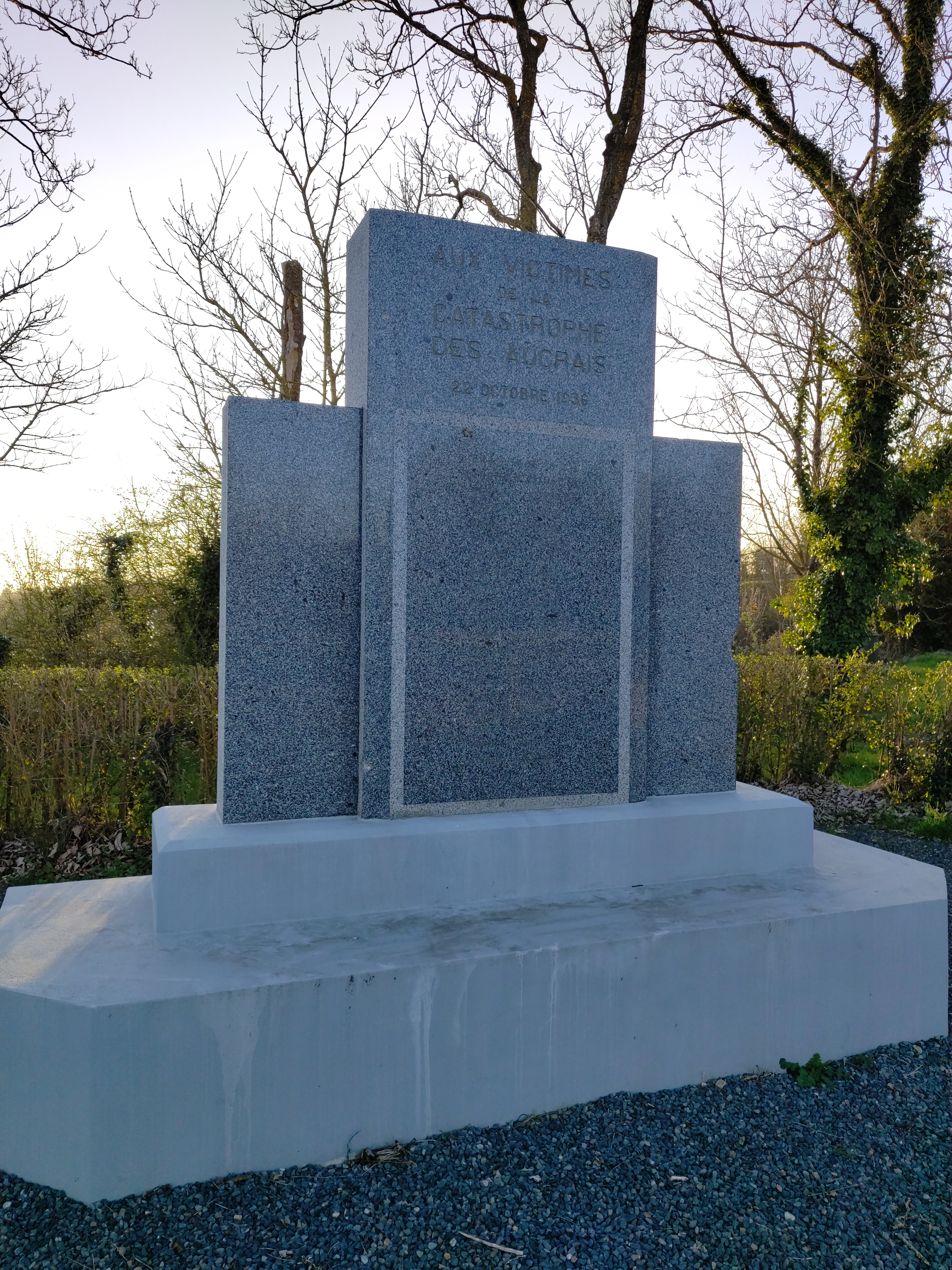
Monument érigé en mémoire des victimes de la catastrophe des Aucrais du 22 octobre 1936.

### La catastrophe des Aucrais
Le 22 octobre 1936, lors d'un déchargement d'oxygène liquide d'un camion de la SMN à la carrière des Aucrais, sur le territoire d'Urville, une triple explosion provoque la mort de vingt ouvriers locaux,.

### La libération d'Urville
L'opération Totalize est lancée dans la nuit du 7 au 8 août 1944 par les forces armées canadiennes, britanniques et polonaises le long de la route de Caen à Falaise pour briser le front allemand. Les Alliés gardent l'avantage jusque dans la matinée du 8 août, profitant de leur supériorité aérienne et de la nuit.
L’effort canadien a porté essentiellement sur le flanc droit, à l’ouest de la route Caen-Falaise, négligeant les hauteurs à l’est, sur le flanc gauche des Polonais. Au matin du 8 août lorsque les chars d’assaut alliés se mettent en marche dans la plaine, ils sont rapidement pris à partie par les canons allemands, qui ont subi peu de pertes lors du bombardement aérien de la RAF. Cramesnil et Cintheaux sont libérés, mais au prix de combats acharnés qui n’ont rien à voir avec la percée escomptée[réf. nécessaire].
Au soir du 8 août, les Alliés tentent de reprendre l'offensive, deux divisions blindées s’élancent : la 4th Canadian Armoured Division du Major General George Kitching (en) et la 1re division blindée polonaise du général Stanisław Maczek. Le 9 août, un détachement blindé canadien se trompe d’itinéraire près d’Estrées-la-Campagne, les Panther et les Tigre du Kampfgruppe Wünsche anéantissent le groupement, quarante-sept chars sur cinquante-deux sont détruits. Au soir du 9 août, la 9th Canadian Infantry Brigade libère Urville, puis Grainville et s’installe au pied de la cote 195, au nord-ouest de Potigny. Un monument à la mémoire des libérateurs canadiens se situe à la sortie du village vers Barbery, place des Glens.

## Politique et administration
| Période                                  | Période   | Identité       | Étiquette | Qualité                   |
| ---------------------------------------- | --------- | -------------- | --------- | ------------------------- |
| ?                                        | mars 2001 | Bertrand Lidou |           |                           |
| mars 2001                                | mai 2020  | Nicole Goubert | DVD       |                           |
| mai 2020                                 | En cours  | Patrick Morel  | SE        | Cadre de la SNCF retraité |
| Les données manquantes sont à compléter. |           |                |           |                           |

Le conseil municipal est composé de quinze membres dont le maire et quatre adjoints.

## Démographie
L'évolution du nombre d'habitants est connue à travers les recensements de la population effectués dans la commune depuis 1793. Pour les communes de moins de 10 000 habitants, une enquête de recensement portant sur toute la population est réalisée tous les cinq ans, les populations de référence des années intermédiaires étant quant à elles estimées par interpolation ou extrapolation. Pour la commune, le premier recensement exhaustif entrant dans le cadre du nouveau dispositif a été réalisé en 2007.
En 2022, la commune comptait 761 habitants, en évolution de +16,18 % par rapport à 2016 (Calvados : +1,58 %, France hors Mayotte : +2,11 %).
Urville a compté jusqu'à 716 habitants en 1836.
| 1793 | 1800 | 1806 | 1821 | 1831 | 1836 | 1841 | 1846 | 1851 |
| ---- | ---- | ---- | ---- | ---- | ---- | ---- | ---- | ---- |
| 565  | 517  | 578  | 640  | 680  | 716  | 477  | 494  | 489  |

| 1856 | 1861 | 1866 | 1872 | 1876 | 1881 | 1886 | 1891 | 1896 |
| ---- | ---- | ---- | ---- | ---- | ---- | ---- | ---- | ---- |
| 488  | 456  | 443  | 413  | 390  | 375  | 351  | 333  | 301  |

| 1901 | 1906 | 1911 | 1921 | 1926 | 1931 | 1936 | 1946 | 1954 |
| ---- | ---- | ---- | ---- | ---- | ---- | ---- | ---- | ---- |
| 300  | 280  | 272  | 267  | 305  | 263  | 245  | 327  | 405  |

| 1962 | 1968 | 1975 | 1982 | 1990 | 1999 | 2006 | 2007 | 2012 |
| ---- | ---- | ---- | ---- | ---- | ---- | ---- | ---- | ---- |
| 470  | 484  | 501  | 543  | 519  | 478  | 460  | 457  | 559  |

| 2017 | 2022 | - | - | - | - | - | - | - |
| ---- | ---- | - | - | - | - | - | - | - |
| 671  | 761  | - | - | - | - | - | - | - |

## Lieux et monuments
- L'église paroissiale Notre-Dame a été fondée en 1604 par Charles de Lalongny, seigneur d'Urville en remplacement de l'ancienne église paroissiale Saint-Vigor, située au bord de la Laize dans la cour du manoir d'Urville[30]. Elle est inscrite au titre des monuments historiques par arrêté du 4 octobre 1932[30].
- Le manoir d'Urville se trouve au fond de la vallée de la Laize, en rive gauche. Du manoir médiéval ne subsiste que le logis du XIVe siècle doté d'une tour d'escalier circulaire, ainsi qu'un cellier avec baie trilobée et frise de quatre-feuilles, et un pressoir. L'ancienne église paroissiale Saint-Vigor fut détruite en 1604, et remplacée par une petite chapelle toujours existante. Enfin une grande grange du XVIIe siècle sur laquelle vient s'appuyer un logis du XIXe siècle complètent l'ensemble[31],[32]. Le manoir d'Urville est inscrit au titre des monuments historiques par arrêté du 2 janvier 1929[33].
- Les ruines d'un imposant moulin à huile se trouve dans le fond de la vallée de la Laize un peu à l'écart du village. Construit en 1789 par Charles Moisson, qui deviendra maire d'Urville de 1808 à 1816, les différents bâtiments de ce moulin s'ordonnent autour d'une cour fermée.
- Les bâtiments de la mine de fer de Gouvix-Urville, tous situés dans la vallée de la Laize.
- Le cimetière militaire polonais de Grainville-Langannerie qui contient 615 tombes de militaires polonais, la plupart appartenant à la 1re division blindée polonaise du général Maczek, tués dans les combats de la libération pendant l'été 1944. C'est la seule nécropole polonaise exclusivement de la Seconde Guerre mondiale en France[34] (le cimetière d'Aubérive accueillant également des soldats du premier conflit mondial).
- Enceinte circulaire signalée sur le coteau dominant la Laize. Elle se présente sous la forme de remparts de terre hauts parfois de cinq mètres au-dessus du fossé qui forment une circonférence de trente-cinq à quarante mètres[35],[36].

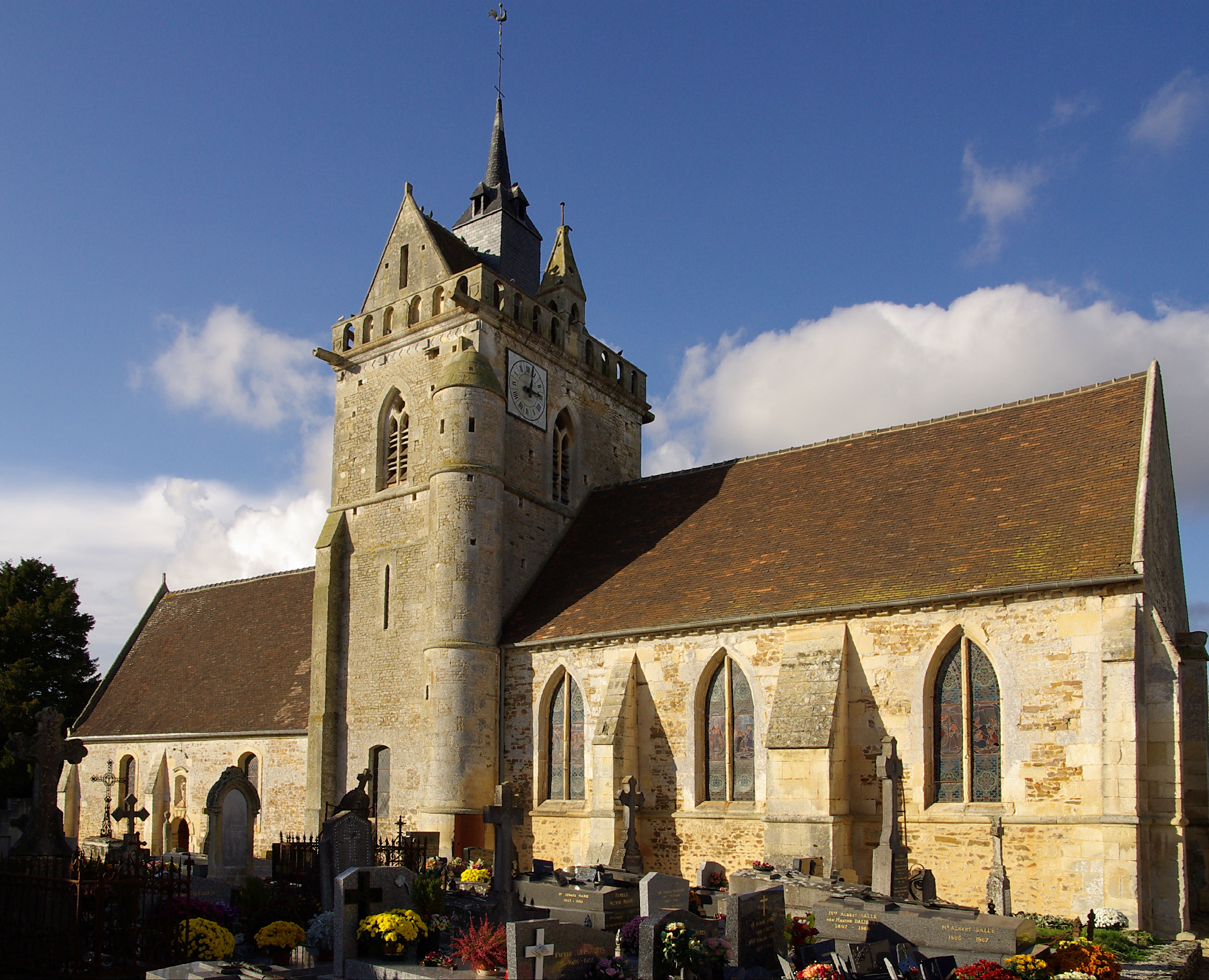
L'église Notre-Dame (1606).
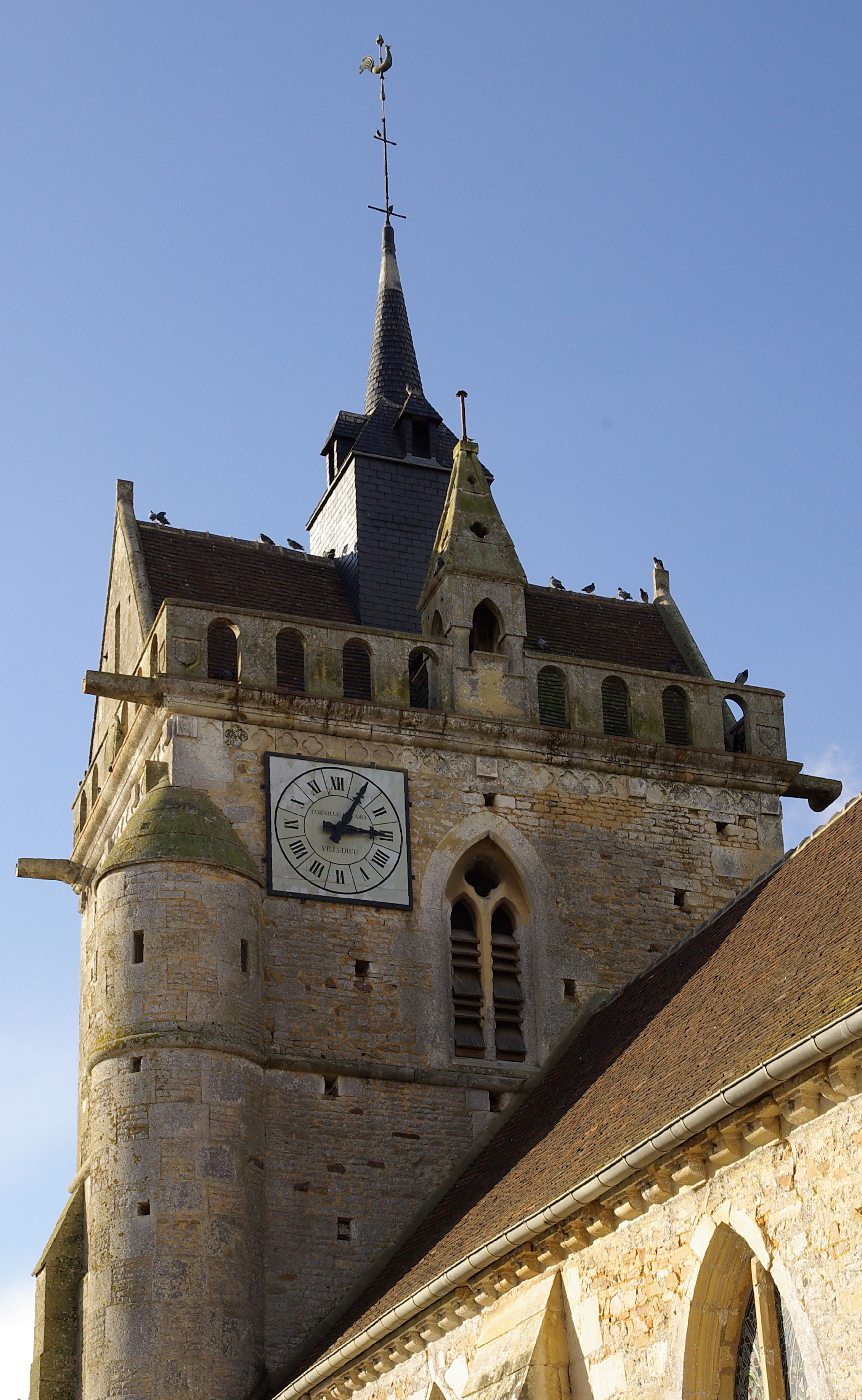
Détail du clocher.
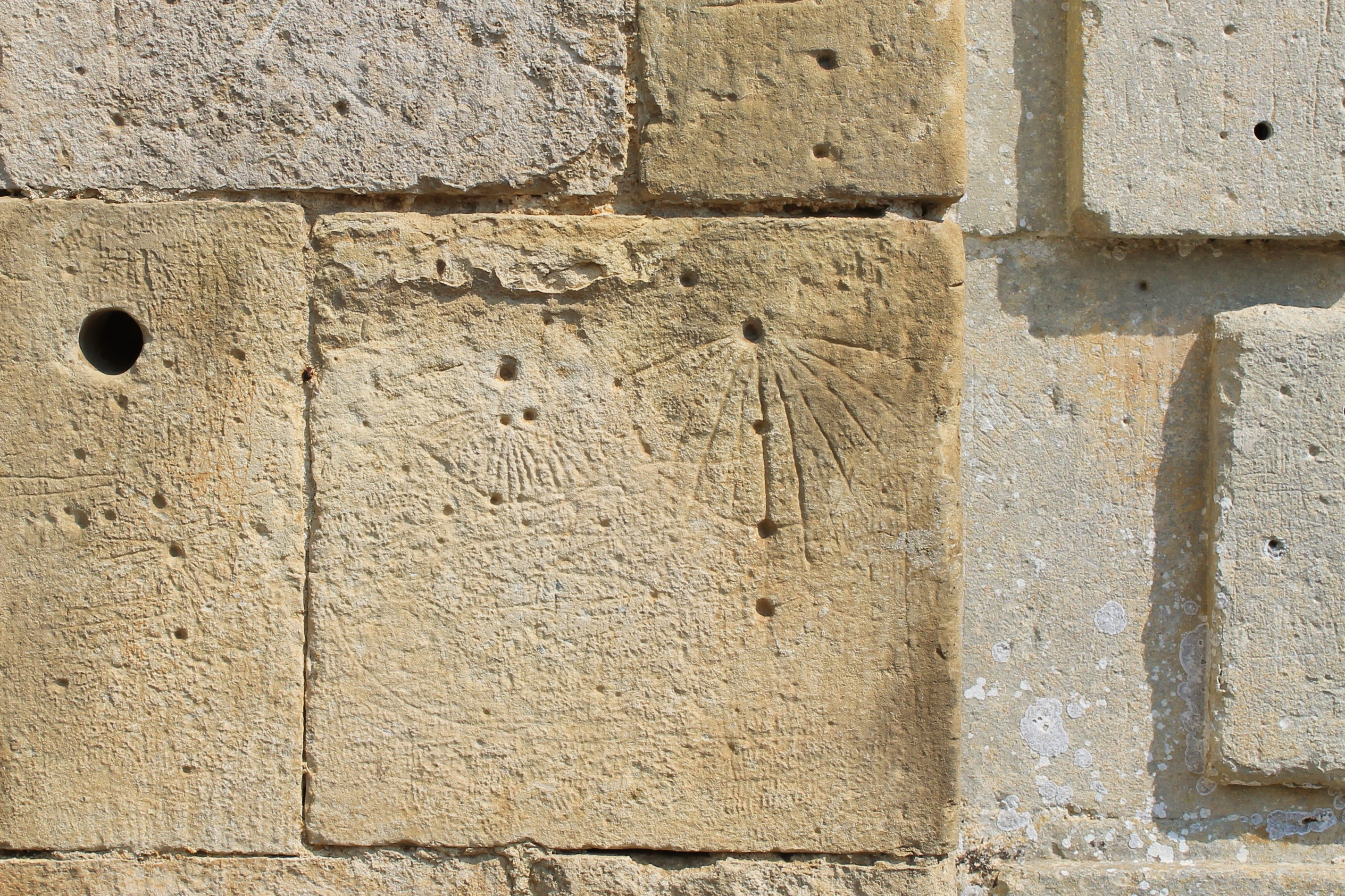
Le cadran canonial.
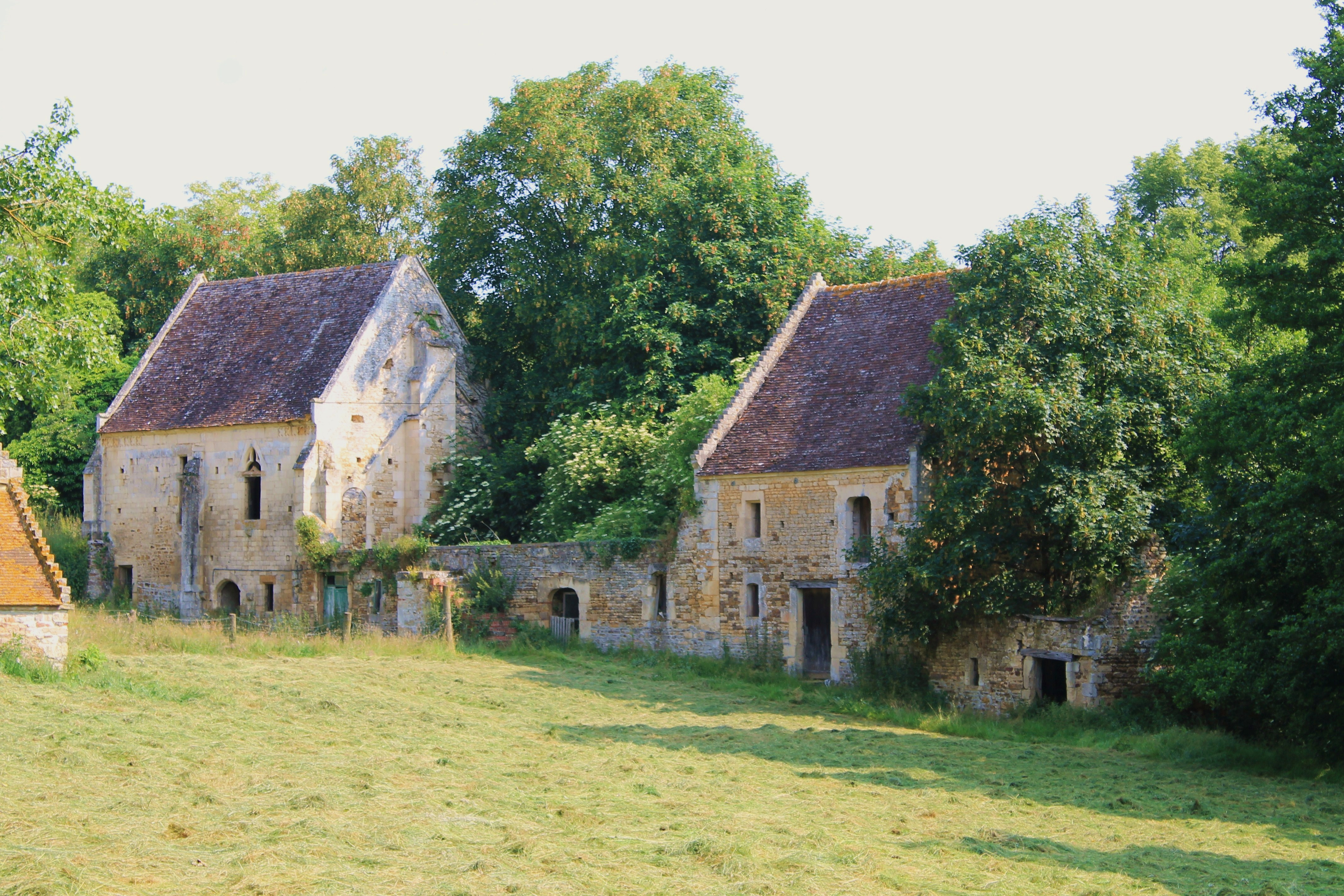
La chapelle du manoir.

## Personnalités liées à la commune
- Le père de Jules Dumont d'Urville, officier de marine et explorateur, était seigneur d'Urville et bailli de la haute justice de Condé.